# 3922 Heather
3922 Heather је астероид главног астероидног појаса са пречником од приближно 20,08 .
Афел астероида је на удаљености од 3,777 астрономских јединица (АЈ) од Сунца, а перихел на 2,490 АЈ.
Ексцентрицитет орбите износи 0,205, инклинација (нагиб) орбите у односу на раван еклиптике 2,017 степени, а орбитални период износи 2026,927 дана (5,549 година).
Апсолутна магнитуда астероида је 12,50 а геометријски албедо 0,043.
Астероид је откривен 26. септембра 1971. године.